# Дарен Чуа
Ји Шоу Чуа Дарен (енгл. Yi Shou Chua Darren, кин: 达仁·伊寿初; Сингапур, 20. март 2000) сингапурски је пливач чија специјалност су трке слободним и мешовитим стилом. 

## Спортска каријера
Чуа је дебитовао на међународној пливачкој сцени 2015. на Светском јуниорском првенству чији домаћи је био његов родни Сингапур. Две године касније започео је и са наступима на такмичењима у конкуренцији сениора, углавном су то били митинзи светског купа у малим базенима.
Први значајнији успех у сениорској конкуренцији постигао је на Азијским играма у Џакарти 2018. где је, заједно са Скулингом, Џенгвеном и Лимом, освојио бронзану медаљу у трци штафета на 4×100 слободно. 
На светским првенствима у великим базенима је дебитовао у корејском Квангџуу 2019. где је пливао у шест дисциплина. У квалификацијама трка на 100 слободно и 200 слободно оствбарио је пласмане на 40. и 35. место, а пливао је и у квалификацијама штафетних трка на 4×100 слободно (18), 4×200 слободно (21), 4×100 мешовито (26) и 4×100 слободно микс (12. место).
На Играма Југоисточне Азије које су током децембра месеца 2019. одржане на Филипинима освојио је 6 медаља, од чега пет златних.